# Under the Shadow
Under the Shadow (persa: زیر سایه) és una pel·lícula de terror psicològic en llengua persa del 2016 escrita i dirigida per Babak Anvari al seu debut com a director. Una mare i una filla són perseguides per un mal misteriós a Teheran dels anys vuitanta, durant la Guerra de les ciutats. La pel·lícula és protagonitzada per Narges Rashidi, Avin Manshadi, Bobby Naderi, Ray Haratian i Arash Marandi.
Produïda per la companyia cinematogràfica britànica Wigwam Films, la pel·lícula és una coproducció internacional entre Qatar, Jordània i el Regne Unit. La pel·lícula es va estrenar al Festival de Cinema de Sundance de 2016 i ha estat adquirida pel servei de streaming estatunidenc Netflix. Va ser seleccionada com a entrada britànica per al Millor pel·lícula en llengua estrangera als Premis Oscar de 2016 però no va ser nominat.

## Argument
A la dècada de 1980, el Teheran postrevolucionari, devastat per la guerra, l'estudiant de medicina Shideh no pot reprendre els seus estudis a causa de la seva implicació amb grups d'esquerres. Ella es desfà dels seus llibres de text de medicina, però conserva un llibre de fisiologia mèdica que li va donar la seva mare difunta. A mesura que la guerra entre l'Iran i l'Iraq s'intensifica, decideix quedar-se a la ciutat amb la seva filla, Dorsa, malgrat les protestes del seu marit Iraj, que és cridat al servei militar. Iraj vol que Shideh es quedi amb els seus pares en una part més segura del país, però ella es nega. Iraj li promet a la Dorsa que la seva nina preferida, la Kimia, la protegirà.
Un nen s'instal·la amb la família veïna Ebrahimi, que són cosins seus; els seus pares van morir en un atac. Durant un bombardeig, xiuxiueja alguna cosa a l'orella de la Dorsa i li lliura un encant per allunyar els mals esperits. La Dorsa li diu a la seva mare que el nen va parlar de la llegenda del Djinn. Visita la senyora Ebrahimi, que li revela que el nen ha estat mut des de la mort dels seus pares.
Un míssil colpeja el seu edifici i Kimia desapareix a la compressió. El comportament de Dorsa es torna més pertorbat; ella insisteix que hi ha una presència estranya a la casa, i intenta entrar al pis superior, creient que la Kimia és allà. Els veïns comencen a marxar per escapar de la lluita. La senyora Ebrahimi adverteix a Shideh que els djinns poden posseir humans i que robaran un objecte personal estimat a les seves víctimes. Els Ebrahimis també marxen i Dorsa i Shideh són els únics dos residents que queden a l'edifici. Els malsons de Shideh s'escalfen a visions que impliquen un xador que es mou com un fantasma. Shideh finalment vol marxar, però la Dorsa es nega fins que es troba la Kimia. En Shideh troba la Kimia mutilada, la qual cosa molesta a la Dorsa, així que repara la Kimia amb cinta adhesiva. Tanmateix, quan estan a punt de marxar, sona una altra sirena antiaèria.
Mentre baixa al refugi, sent els crits de la Dorsa. Ella entra en pànic, creient que la Dorsa amb la qual va marxar és una aparició, i torna a casa per trobar la real. Veu la Dorsa sota el seu llit però descobreix que és una aparició. En escapar al refugi, troba la Dorsa real. Els dos són atacats per l'aparició del xador i escapen cap al cotxe. Shideh els porta als pares d'Iraj. No obstant això, es revela que el cap separat de la Kimia va quedar enrere i el llibre de text mèdic de Shideh encara està en poder del djinn, la qual cosa implica que encara poden ser assetjats.

## Repartiment
- Narges Rashidi com a Shideh
- Avin Manshadi com a Dorsa
- Bobby Naderi com Iraj
- Ray Haratian com el Sr. Ebrahimi
- Arash Marandi com el Dr. Reza
- Bijan Daneshmand com a director
- Aram Ghasemy com la senyora Ebrahimi
- Saussan Farrokhnia com la senyora Fakur
- Behi Djanati Atai com a Pargol
- Hamidreza Djavdan com el senyor Fakur
- Nabil Koni com el senyor Bijari
- Karam Rashayda com a Mehdi
- Zainab Zamamiri com a Sogand
- Khaled Zamamiri com a Ali
- Adel Darageh com a home panxot
- Jalal Izzat com a vidrier
- Suhaila Armani com a guàrdia de la presó
- Amir Hossein Ranjbar com a jove soldat
- Houshang Ranjbar com a oficial de policia superior

També hi ha Ehab Rousan i Rami Mehyar com a guàrdies revolucionaris, Ahmad Mehyar i Abu Rashed com a paramèdics i Zeid Jad i Motasem Younis com a bombers.

## Llançament
L'estrena mundial de la pel·lícula va ser el gener de 2016 al Festival de Cinema de Sundance. Els drets de la pel·lícula van ser adquirits posteriorment pel servei de streaming Netflix; Vertical Entertainment i XYZ Films ajudaran a estrenar VOD i a una projecció teatral limitada a partir del 7 d'octubre als Estats Units.

## Recepció crítica
El lloc web de l'agregador de ressenyes Rotten Tomatoes informa d'una puntuació d'aprovació del 99% basada en 92 ressenyes, amb una puntuació mitjana de 8/10. El consens dels crítics del lloc diu: "Under the Shadow combina hàbilment gèneres aparentment dispars per oferir un refredament eficaç amb temes oportuns i subtext social que provoca reflexions". A Metacritic, la pel·lícula té una puntuació agregada de 83/100 basada en 20 ressenyes, que indica "aclamació universal".
Eric Kohn, escrivint per a IndieWire, va dir: "Saltar els ensurts i un pare frenètic que protegeix el seu fill de forces sobrenaturals ominoses: aquests tropes no són gaire nous en el gènere de terror, però reben un nou gir a "Under the Shadow"". Va assenyalar algunes similituds entre la pel·lícula i altres dues pel·lícules de terror, Una noia torna a casa sola de nit i Babadook, i va concloure que la pel·lícula "observa amb intel·ligència les emocions despertat per un món definit per restriccions, i la terrible possibilitat que poguessin ser ineludibles." Kevin Maher de The Times va donar a la pel·lícula 3/ 5 estrelles, descrivint-la com "una pel·lícula de terror iraniana feminista estranya, sovint inquietant, ambientada a Teheran el 1988, en plena guerra entre l'Iran i l'Iraq."
David Rooney, que va escriure per a The Hollywood Reporter, va descriure la pel·lícula com "un thriller apassionant sobre una mare i una filla sota setge sobrenatural, que també funciona com una potent al·legoria per a les insidioses i molt reals angoixes de la guerra. , agitació política i una societat que oprimeix les dones". Va concloure: "Anvari construeix i manté la tensió amb destresa, elaborant una pel·lícula de terror que respecta les convencions del gènere (fins al final segur/no segur), alhora que estableix fermament la seva pròpia identitat distintiva."
El desembre de 2016, el crític de cinema Mark Kermode va nomenar Under the Shadow la seva pel·lícula preferida del 2016.
El 9 de juliol de 2016, la pel·lícula va rebre el Premi H.R. Giger Narcisse a la millor pel·lícula al Festival Internacional de Cinema Fantàstic de Neuchâtel.

## Premis
Va participar al XLIX Festival Internacional de Cinema Fantàstic de Catalunya on va rebre el Premi Noves Visions.